# 江肅妃 (明世宗)
江肅妃，名失考。正三品錦衣衛都指揮僉事江洋之女，明朝明世宗朱厚熜之妃，生皇五子朱載𪉖。

## 生平
嘉靖十五年九月初四日，江洋之女江氏詔封為恭嬪，九月初九日，正式冊封為恭嬪。嘉靖十六年八月初五日（1537年9月8日），江氏生皇五子朱載𪉖（次日便夭折，追封為潁殤王，葬西山）。嘉靖十九年正月，嘉靖帝傷嘆閻貴妃之薨，下詔表示本月十日告廟冊封「諸妃嬪曾出皇子及皇女者」，正月初十日，進封恭嬪江氏為肅妃。同日，封肅妃之父江洋為指揮僉事。江肅妃的後事及卒年均不詳，《欽定日下舊聞考》及《歷代陵寢備考》列出葬於金山峯峪口的世宗嬪名單時，名單內有一位為「姜肅嬪」，疑為江肅妃。然而，《明實錄》有嘉靖二十四年四月二十六日賜肅妃之父錦衣衞帶俸都指揮僉事江洋祭葬，以及萬曆十年四月十九日賜世廟肅妃之兄錦衣衛帶俸都指揮僉事江魚祭葬如例 的記載，似乎表明江肅妃並未被降位。

## 備註
1. ↑  江肅妃在數份文獻中被誤寫為汪氏，例如在《國榷》及《名山藏》中被誤寫為「肅妃汪氏」[1][2]。
2. ↑  《壽州志》各刻本對江肅妃受冊立的時間存有差異，例如明嘉靖刻本描述其父江洋時，稱「嘉靖十年女被選冊立肅妃[5]」，而清乾隆三十二年刻本及清道光九年刻本則稱「嘉靖五年女被選冊立肅妃[6]」。